# Haemulon squamipinna
Haemulon squamipinna es una especie de peces de la familia Haemulidae en el orden de los Perciformes.

## Morfología
• Los machos pueden llegar alcanzar los 11,5 cm de longitud total.

## Distribución geográfica
Se encuentra en el Brasil (desde Fortaleza hasta la costa de Maceió ).